# Włosienica Górna
Włosienica Górna – część wsi Włosienica w Polsce, położony w województwie małopolskim, w powiecie oświęcimskim, w gminie Oświęcim. 
W latach 1975–1998 przysiółek administracyjnie należał do województwa bielskiego.